# Federación Nacional de Fútbol de Guatemala
Federación Nacional de Fútbol de Guatemala ordnar med den organiserade fotbollen i Guatemala, och bildades 1919 samt anslöts till Fifa 1946. Man håller i Liga Nacional de Guatemala, Primera División de Ascenso, Segunda División de Ascenso, Copa Centenario och Guatemalas olika fotbollslandslag. Huvudkontoret finns i zon 15 i Guatemala City.